# Chiến dịch Plei Me
Chiến dịch Plei Me là một chiến dịch trong Chiến tranh Việt Nam. Chiến dịch do Mặt trận Tây Nguyên thuộc Quân đội nhân dân Việt Nam phát động vào tứ giác Plei Me-Bàu Cạn-Đức Cơ-Ia Drăng do Quân đội Hoa Kỳ kiểm soát, với trọng điểm là trận Plei Me từ ngày 19 tháng 10 đến 26 tháng 11 năm 1965. Plei Me là một trại của Lực lượng đặc biệt của Quân đội Hoa Kỳ và Lực lượng Dân sự chiến đấu (CIDG) bị cô lập ở Tây Nguyên được bảo vệ chủ yếu bởi các bộ lạc người Thượng. Trong thời gian 38 ngày diễn ra chiến dịch, phía Mỹ và Việt Nam Cộng hòa đã mở các cuộc hành quân Dân Thắng 21, Long Reach, All the Way, Silver Bayonet I, Silver Bayonet II và Thần Phong 7, chuyển sang phản công và tiêu diệt, kết thục bằng trận đánh sông Drăng nổi tiếng.

## Bối cảnh
Cuối năm 1964, Chủ tịch Mao Trạch Đông của Trung Quốc ủng hộ Việt Nam Dân chủ Cộng hòa và Mặt trận Dân tộc Giải phóng miền Nam Việt Nam nâng các lực lượng tấn công lên cấp sư đoàn trong việc xâm nhập miền Nam Việt Nam. Trong cuộc họp ngày 5 tháng 10 năm 1964, Mao Trạch Đông nói với Phạm Văn Đồng: "Theo đồng chí Lê Duẩn, các đồng chí có kế hoạch gửi một sư đoàn vào Nam. Có lẽ các đồng chí chưa cần gửi sư đoàn đó đi ngay. Khi làm việc này, chọn đúng ngày giờ rất là quan trọng."
Đầu năm 1965, Sư đoàn 304 nhận lệnh chuẩn bị vào Miền Nam hỗ trợ Quân Giải phóng.
Tháng 8 năm 1965, Sư đoàn 304 lại nhận lệnh gấp rút chuẩn bị đi tới vùng Cao Nguyên Trung Phần vào tháng 10.
Thực hiện chủ trương phối hợp với các chiến trường trên toàn miền Nam tiêu diệt một bộ phận quân Mỹ để củng cố và mở rộng vùng giải phóng, xây dựng niềm tin đánh Mỹ và quyết tâm thắng Mỹ, đầu tháng 10-1965, Bộ tư lệnh Mặt trận B3 (Tây Nguyên) - QGP quyết định mở chiến dịch Plây Me. Bộ chỉ huy chiến dịch do Thiếu tướng Chu Huy Mân làm Tư lệnh kiêm Chính ủy.
Phạm vi chiến dịch rộng khoảng 16.000km2, từ khu vực Bầu Cạn-Plây Me đến Đức cơ-Ia Đrăng thuộc tỉnh Gia Lai. Lực lượng Mỹ và VNCH trên địa bàn chiến dịch có 3 lữ đoàn thuộc sư đoàn kỵ binh không vận số 1 Mỹ, 1 chiến đoàn dù, 1 chiến đoàn thiết giáp quân đội Sài Gòn, có pháo binh, máy bay, kể cả B52 sẵn sàng yểm trợ khi cần thiết.

## Kế hoạch và thực hiện
Chiến dịch Pleime là đáp ứng của Quân đoàn II VNCH đối với chiến dịch Plâyme của Mặt Trận B3 trù tính chinh phục vùng Cao Nguyên với ba Trung đoàn - 32, 33 và 66 - áp dụng chiến thuật công đồn trại Pleime đả viện lực lượng chính của Quân đoàn II. Kế hoạch dự tính khởi đầu vào tháng 12 năm 1965. Trung đoàn 320 đã hoạt động tại vùng Cao nguyên từ đầu năm; Trung đoàn 33 mới xâm nhập vào tháng 9; Trung đoàn 66 cuối tháng 10 mới sẵn sàng xuất trại lên ̣đường xâm nhập vào Nam, dự tính phải mất hai tháng mới tới chiến trường Cao Nguyên. Vào tháng 9 năm 1965, Bộ Tư lệnh Quân đoàn II phối hợp với Ban 3/MACV điều nghiên một kế hoạch triệt hủy ba trung đoàn của Quân Giải phóng miền Nam Việt Nam đúng vào lúc ba trung đoàn qui tụ tại các vùng tập trung tại rặ̣ng núi Chu Prông để chuẩn bị tiến công.
Khi Bộ Tư lệnh Mặt Trận B3 lấy quyết định khới phát chiến dịch Plâyme vào ngày 19 tháng 10 năm 1965 sớm hơn dự tính với chỉ duy hai Trung đoàn 32 và 33, lợi dụng khi các toán lính kỵ binh Mỹ mới lên vùng Cao Nguyên lập trại tại An Khê chưa sẵn sàng chiến đấu, trong khi Trung đoàn 66 - QGP chưa có mặt tại chiến trường, kế hoạch dùng oanh tạc trải thảm B-52 bị đình trệ. Bộ Tư lệnh Quân đoàn II phải thay đổi kế hoạch nguyên thủy. Kế hoạch thích nghi dùng tới chiến thuật trì hoãn chiến tại Pleime.
Về phía QLVNCH, Chiến dịch Pleime khai triển qua ba giai đoạn: Pleime, Chuprong và Iadrang.
1. Giai đoạn Pleime kéo dài từ 9 đến 26 tháng 10, trong khi Bộ Tư lệnh Quân đoàn II-VNCH thực hiện cuộc hành quân Dân Thắng 21.
2. Giai đoạn Chuprong kéo dài từ 27 tháng 10 đến 18 háng 11, trong khi Sư đoàn 1 Không Kỵ thực hiện cuộc hành quân Long Reach, còn gọi là chiến dịch Pleiku (General Kinnard) hay chiến dịch Pleime-Chuprong (General McChristian). Cuộc hành quân Long Reach khai triển qua hai cuộc hành quân: All the Way, do Lữ đoàn 1 Không Kỵ - Hoa Kỳ thực hiện, và Silver Bayonet I, do Lữ đoàn 3 Không Kỵ thực hiện. Trận đánh Iadrang, do các Tiểu đoàn 1/7, 2/7 và 2/5 Không Kỵ thực hiện, xảy ra tại bãi đáp X-Ray từ ngày 14 đến 17 tháng 11; và trận đánh lớn khác do Tiểu đoàn 2/7 Không Kỵ thực hiện xảy ra tại bãi đáp Albany ngày 18 tháng 11.
3. Giai đoạn Iadrang kéo dài từ 18 đến 26 tháng 11, trong khi Lữ đoàn Dù VNCH thực hiện cuộc hành quân Thần Phong 7, được yểm trợ bởi Tiểu đoàn 2/5 Không Kỵ với cuộc hành quân Silver Bayonet II.

### Giại đoạn I: Pleime
Khi Bộ Tư lệnh Mặt Trận B3-QGP phát lệnh tiến công trại Pleime ngày 19 tháng 10, Bộ Tư lệnh Quân đoàn II-VNCH phản ứng với cuộc hành quân Dân Thắng 21 với chủ đích đẩy lui chứ không tiêu hủy hai trung đoàn tấn công. Chỉ có hai đại đối Lực lượng Đặc Biệt hỗn hợp VNCH-Mỹ được tăng phái cho trại và một thiết đoàn đặc nhiệm tiếp cứu gồm một ngàn quân lính được phái đi tiếp cứu trại ngày hôm sau 20 tháng 10. Phận vụ đẩy lui được giao cho hỏa lực không quân tại vùng quanh trại và ổ phục kích.. Bộ Tư lệnh Quân đoàn II biết là đối phương sẽ tập trung quân lại và trở lại tiến công trại lần thứ hai. Lực lượng Mặt trận B3 thực hiện vây điểm diệt viện, tiến công đồn Chư Ho và bao vây đồn Plây Me (19-10), cách Plây-cu 30 km, buộc QĐHK và QLVNCH đưa lực lượng từ Plây-cu đến giải tỏa, bị QGP phục kích đánh thiệt hại nặng 1 tiểu đoàn biệt động quân, tiểu đoàn 1 bộ binh (Trung đoàn 42), chiến đoàn thiết giáp VNCH trên đường số 21. Ngày 25-10, Bộ tư lệnh Mặt trận Tây Nguyên ra lệnh mở vây để tập trung đánh Mỹ.
Việc điều dụ quân Mỹ vào các địa bàn rừng núi lựa chọn, xa căn cứ của họ, nhằm hạn chế mặt mạnh, khoét sâu điểm yếu để đánh thắng các trận then chốt là vấn đề rất quan trọng. Tuy nhiên, với một đội quân nhà nghề, khả năng thay đổi tương quan lực lượng và phương thức tác chiến nhanh, có nhiều phương tiện trinh sát hiện đại thì việc điều dụ quân đội Hoa Kỳ theo ý định của mình đòi hỏi rất công phu. Thực tiễn trận Ia Đrăng cho thấy, khi viện binh VNCH (cơ động giải tỏa đồn Plây-me) bị Quân Giải phóng đánh thiệt hại nặng, Mỹ đã cho đổ quân xuống Bầu Cạn và Plâyngo (cách Plây-me 10 km về phía Tây) để thăm dò, thừa cơ đánh úp chủ lực của Mặt trận B3.

### Giại đoạn II: Chuprong
Biết được là Bộ Tư lệnh Mặt Trận B3 vẫn có tham vọng chiếm cứ trại Pleime, Bộ Tư lệnh Quân đoàn II-VNCH đề nghị Sư đoàn 1 Kỵ Binh Mỹ giữ trọng trách thực hiện cuộc hành quân Long Reach Cuộc hành quân này được thực hiện qua hai giai đoạn: (1) lùa hai Trung đoàn 32 và 33 về rặng núi Chu Prông; và (2) khuyến dụ hai trung đoàn này kết tụ với Trung đoàn 66 để chuẩn bị tiến công trại Pleime lần thứ hai, với một thế nghi binh là hoán chuyển hướng hành quân từ tây sang đông.
Động tác lùa địch được giao cho Lữ đoàn 1 Không Kỵ với cuộc hành quân All the Way. Từ ngày 27 tháng 10 đến ngày 9 tháng 1, các toán QGP lẻ tẻ bị tuần tự đẩy lui từ Pleime về Chuprong. Ngày 9 tháng 11, Lữ đoàn 3 Không Kỵ thay thế Lữ đoàn 1 Không Kỵ với cuộc hành quân Silver Bayonet I nhằm khuyến dụ đối phương tập trung quân để chuẩn bị tiến công lần thứ hai.. Bộ Tư lệnh Mặt Trận B3 bị trúng kế và ngày 11 tháng 11 ra lệnh cho ba trung đoàn tập trung lại (Trung đoàn 32 tại YA820070, Trung đoàn 33 tại YA 940011, và Trung đoàn 66 tại quanh YA 9104) để chuẩn bị tiến công ấn định vào ngày 16 tháng 11. Bộ Tư Lệ Quân đoàn II thừa cơ ấn định oanh tạc trải thảm B-52 tại trung tâm khối tại quanh YA 8702, cách xa bãi đáp X-Ray 7 cây số về hướng tây, vào chiều ngày 15 tháng 11.

#### Trận đánh bãi đáp X-Ray
Ngày 14 tháng 11, để thích nghi với mức độ chuyển vận chậm chạp của các phóng pháo cơ B-52, tiểu Đoàn 1/7 Không Kỵ - Hoa Kỳ được cho đổ bộ xuống bãi đáp X-Ray để ghìm các mục tiêu lại cho cuộc trải thảm bom B-52 bằng cách thực hiện một thế nghi binh khiến cho Bộ Tư lệnh Mặt Trận B3 hoãn cuộc tiến công trại Pleime. Vì chủ đích chỉ là gây sự chú ý của các toán quân của QGP đang chuẩn bị tiến công, mọi phương thế cẩn trọng đã được thi hành để tránh các toán quân đó hoảng sợ mà phân tán đi.
Tiểu đoàn 1/7 Không Kỵ loan báo cuộc đổ bộ với một trận hỏa lực phi pháo kéo dài 20 phút, sau đó là 16 chiến trực thăng với quân lính đáp xuống bãi đáp. Tuy nhiên để khỏi có vẻ đe dọa lớn mạnh, tiến trình đổ bộ quân được thực hiện cách chậm tiến (5 tiếng đồng hồ từ 10giờ20 sáng tới 3giờ chiều).
Bộ Tư lệnh Mặt Trận B3 buộc phải hoãn đánh Plei me. Bộ Tư lệnh Mặt B3 tung hai Tiểu đoàn 7 và 9 thuộc Trung đoàn 66 ra ứng chiến. Không Kỵ Mỹ phản ứng lại cho đổ bộ thêm Tiểu đoàn 2/7 Không Kỵ cho tương xứng. Và thay vì phải nằm ở bãi đáp để bảo vệ an toàn cho các đơn vị xuống sau thì Đại úy John Herren, chỉ huy Tiểu đoàn 1, theo lệnh của Trung tá Moore, lại xua quân đi trinh sát. Hệ quả là những nhóm xuống sau bị Quân Giải phóng tiêu diệt 79 người, bị thương 121 người.
Khi Tiểu đoàn 1/7 Không Kỵ không giải cứu nổi một trung đội bị vây khốn, Tiểu đoàn 2/5 thuộc Lữ đoàn 2 Không Kỵ được phái vào chiến trường sáng ngày 15 tháng 11. Tuy nhiên, để che mắt đối phương nghĩ là tương quan lực lượng vẫn là 2:2, tiểu đoàn tăng phái này được trực thăng vận đến bãi đáp Victor cách bãi đáp X-Ray 5 số và âm thầm lội bộ đến chiến trường, tới nơi vào lúc trưa. Trung đội bị cô lập được giải thoát vào lúc 3 giờ chiều.

#### Hành quân trải thảm bom B-52
Đúng 4 giờ chiều ngày 15 tháng 11, các đợt đầu của bom trải thảm B-52 trút xuống rặng núi Chu Prông và tiếp tục trong 5 ngày kế tiếp: ngày 15 (YA 8607, 9007, 8702, 8600, 9000), ngày 16 (YA 8305, 8505, 8400), ngày 17 (YA 9201, 9401, 9208, 9408), ngày 18 (YA 9301, 8900, 8901), ngày 19 (YA 9009, 9209, 9006, 9206), và ngày 20 (YA 8306, 8506, 8303, 8503).
Ngày 16 tháng 11 vào lúc trưa, Tiểu đoàn 1/7 Không Kỵ được rút đi bằng trực thăng, tương quan lực lượng trở lui lại 2:2, khiến cho Bộ Tư lệnh Mắt Trận B3 không bị buộc phải thay đổi vị trí các đội toán quân. Thành thử hai Tiểu đoàn 7 và 9 bất ngờ bị oanh tạc cơ B-52 thả bom lên đầu ngay tại bãi đáp X-Ray ngày 17 tháng 11.
Trước cuộc thả bom trải thảm này, hai Tiểu đoàn 2/7 và 2/5 Không Kỵ được lệnh lội bộ ra khỏi bãi tiến tới bãi đáp Columbus và bãi đáp Albany trong thế nút chận để tiếp tục hỗ trợ cho các cuộc trải thảm bom B-52. Trong khi tiến gần tới bãi đáp Albany, Tiểu đoàn 2/7 Không Kỵ rơi vào ổ phục kích của địch quân.

### Giại đoạn III: Iadrang
Ngày 17 tháng 11, dựa vào nguồn tình báo, Bộ Tư lệnh Quân đoàn II-VNCH thẩm định là đối phương đã mất 2/3 tổng số lực lượng và lấy quyết định đánh dứt điểm chiến dịch bằng cách tung vào chiến trường Lữ đoàn Dù VNCH gồm 5 tiểu đoàn.. Đó là cuộc hành quân Thần Phong 7, được yểm trở bởi hỏa lực pháo binh đặt tại căn cứ tân lập LZ Crooks và bởi Lữ đoàn 2 Không Kỵ Mỹ, thực hiện một thế gọng kìm mang tên hành quân Silver Bayonet II.
Chiến dịch Pleime kết thúc ngày 26 tháng 11 năm 1965, khi không còn bóng dáng Quân Giải phóng miền Nam Việt Nam trong vùng hành quân của Mỹ-VNCH.

### Diện và Điểm
Chiến dịch Pleime gồm hai mặt trận diện và điểm tại rặng núi Chu Prông: mặt diện là bộ chiến do lực lượng Sư đoàn 1 Không Kỵ đảm trách và mặt điểm là không chiến do không lực B-52 trải thảm bom. Diện hỗ trợ cho Điểm. Bộ chiến dàn dựng và ghim các mục tiêu cho phóng pháo cơ B-52 với hai cuộc hành quân All the Way và Silver Bayonet I của Lữ đoàn 1 và 3 Không Kỵ. Cuộc hành quân oanh tạc trải thảm B-52 kéo dài 5 ngày được tiếp tục hỗ trợ bởi cuộc hành quân Silver Bayonet II của Lữ đoàn 2 Không Kỵ phối hợp với cuộc hành quân Thần Phong 7 của Lữ đoàn Dù VNCH.

## Kết quả

### Tuyên bố của Mỹ - VNCH
Việt Nam Cộng hòa ước tính tổn thất phía Quân Giải phóng miền Nam Việt Nam như sau: chết (đếm xác) 4.254, chết (ước tính) 2.270, bị thương 1.293, bị bắt 179, 169 súng cộng đồng và 1,027 súng cá nhân bị mất. Tổng số này bao gồm tổn thất do 5 ngày bom trải thảm B-52 gây nên. Theo nguồn của Quân Giải phóng miền Nam Việt Nam thì tổn thất của họ trong chiến dịch là 554 chết và 669 bị thương, chiếm 23% quân số tác chiến
Tổn thất phía HK: chết 300, bị thương 524, mất tích 4. Không lực Mỹ mất 6 HU-1B, 2 B-57, 3 A-1E bị bắn hạ và 3 C-123 bị trúng đạn hư hỏng ít nhiều..
Tổn thất phía VNCH: chết 132, bị thương 248, mất tích 18. Không rõ tổn thất về trang bị vũ khí.